# Rufus King (homme politique)
Pour les articles homonymes, voir Rufus King et King.
Rufus King, né le 24 mars 1755 à Scarborough et mort le 29 avril 1827 à Jamaica, est un homme politique américain. Il est l'un des Pères fondateurs des États-Unis en tant que membre du Congrès continental pour le Massachusetts et signataire de la Constitution des États-Unis. Il a été aussi sénateur de l'État de New York (1789-1796) et ambassadeur américain en Angleterre en 1796. En 1813, il est retourné au Sénat et est resté en fonction jusqu'à 1825, puis de nouveau nommé ambassadeur au Royaume-Uni par John Quincy Adams. Il est candidat malheureux à élection présidentielle américaine de 1816 pour le Parti fédéraliste.